# ۷۲۷ (میلادی)
۷۲۷ (میلادی) هفتصد و بیست و هفتمین سال تقویم میلادی است.

## درگذشتگان
‎